# Světový den obětí dopravních nehod
Světový den obětí dopravních nehod je mezinárodní památný den, uctívající oběti silničního dopravních nehod. Koná se vždy třetí neděli v listopadu. Vznikl v roce 1993, kdy ho vyhlásila britská nezisková organizace RoadPeace. V roce 2005 ho oficiálně vyhlásilo Valné shromáždění OSN. 

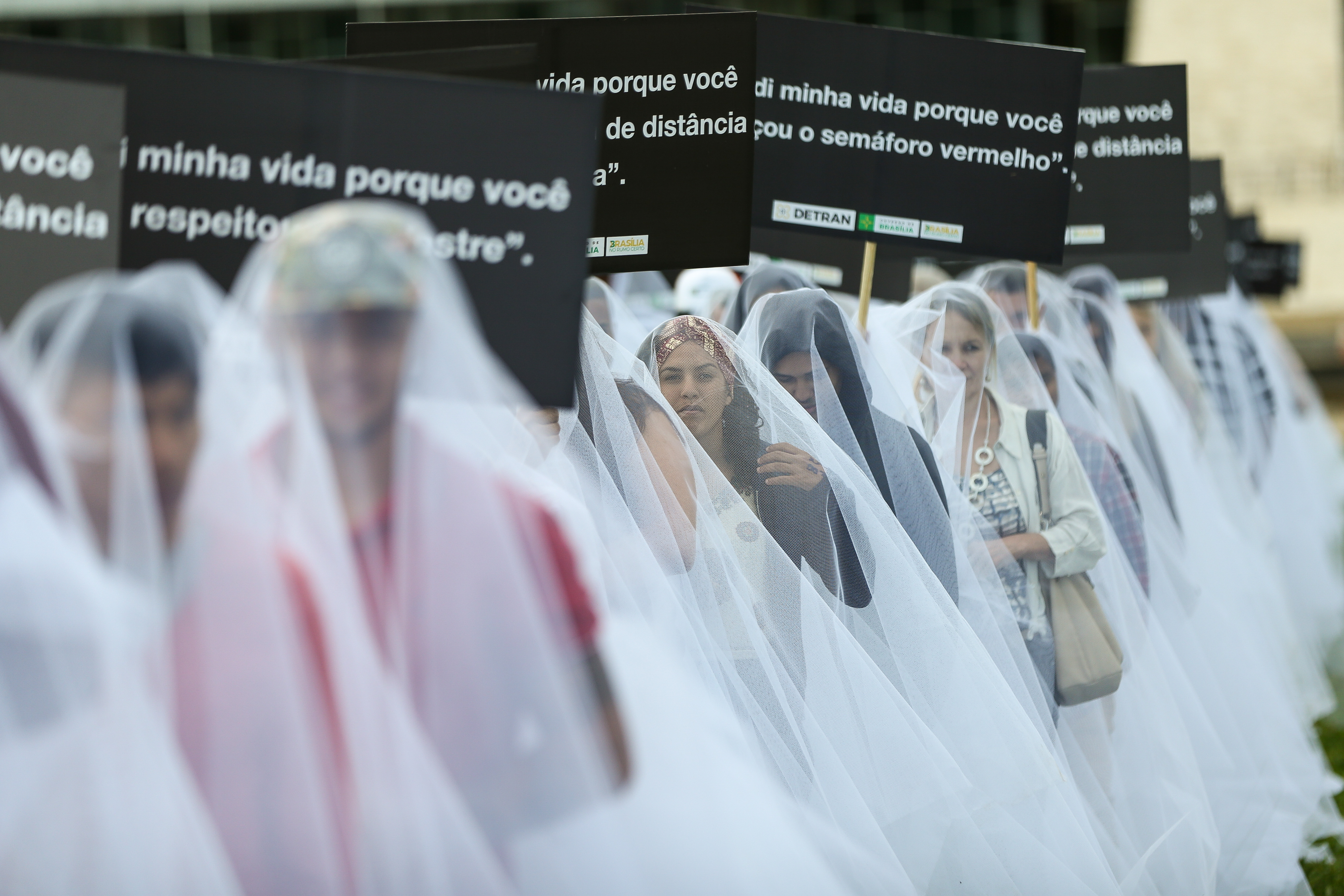
Smuteční pochod v roce 2017 v Brazílii

V tento den jsou v mnoha zemích po celém světe konány smuteční pochody, pietní akty, a další upomínkové akce. V Česku se tradičně konají akce u památníku obětem dopravních nehod na začátku dálnice D1.

## Počty obětí
Celkový počet obětí dopravních nehod na světě se pohybuje okolo 1,3 milionů lidí.
V Česku se v roce 2024 stalo 92 217 dopravních nehod, při nichž zemřelo 438 lidí, z toho 69 chodců.